# Andrus Nagel
Andrus Nagel (Pärnu, 14 ottobre 1963) è un ex cestista estone, fino al 1991 sovietico.

## Carriera
Con l'Estonia ha disputato i Campionati europei del 1993.